# Alexander Alexandrowitsch Serebrow
Alexander Alexandrowitsch Serebrow (russisch Александр Александрович Серебров, wiss. Transliteration Aleksandr Aleksandrovič Serebrov; * 15. Februar 1944 in Moskau, Russische SFSR; † 12. November 2013 ebenda) war ein sowjetischer und russischer Kosmonaut.

## Leben

### Beginn der Karriere
Nach seinem Schulabschluss 1961 absolvierte Serebrow bis 1967 ein Studium am Moskauer Institut für Physik und Technologie (MIPT). Weitere Abschlüsse machte er dort 1970 und 1974 an der Universität des Marxismus-Leninismus. Ab September 1970 arbeitete Serebrow als Assistent im Bereich „Physikalische Mechanik“ des MIPT.
Im Dezember 1974 erhielt Serebrow den akademischen Grad eines Kandidaten der technischen Wissenschaften. Seine Abschlussarbeit handelte von „Hitzschutzprobleme[n] eines bemannten Raumflugkörpers beim Eindringen in die Erdatmosphäre nach einem Marsflug“.
Von August 1976 bis Dezember 1978 arbeitete Serebrow beim Konstruktionsbüro NPO Energija, wo er an der Entwicklung und Erprobung von Raumflugkörpern beteiligt war. In dieser Zeit durchlief er auch das Auswahlverfahren für Kosmonauten.

### Raumfahrer-Tätigkeit

#### Auswahl und Grundausbildung
Am 1. Dezember 1978 wurde Serebrow als Kosmonautenkandidat angenommen. Er durchlief die Ausbildung zusammen mit sechs weiteren Ingenieuren von Energija, vier Ingenieuren von ZKBM (vormals OKB-52), zwei Piloten und drei Ärzten. Sein Abschlussexamen bestand er am 5. Oktober 1980.

#### Erster Flug 1982
Serebrows erster Raumflug fand vom 19. bis zum 27. August 1982 mit der Mission Saljut 7 EP-2 statt. Zusammen mit Leonid Popow und Swetlana Sawizkaja flog er im Raumschiff Sojus T-7 zur Raumstation Saljut 7, die zu dieser Zeit von der ersten Langzeitbesatzung Anatoli Beresowoi und Walentin Lebedew bemannt war. Der Rückflug erfolgte mit Sojus T-5.

#### Zweiter Flug 1983
Im Dezember 1982 wurde Serebrow in die Ersatzmannschaft des nächsten Langzeitflugs Saljut 7 EO-2 eingeteilt. Im März 1983 rückte er in die Hauptmannschaft nach und ersetzte dort Irina Pronina.
Somit kam er schon nach acht Monaten zu seinem zweiten Raumflug. Der Start mit dem Raumschiff Sojus T-8 erfolgte am 20. April 1983, zusammen mit Wladimir Titow und Gennadi Strekalow. Die Kopplung mit der Raumstation Saljut 7 misslang jedoch, so dass der Flug abgebrochen werden musste. Die Landung erfolgte schon am 22. April 1983.

#### Neue Zuteilungen
Ab September 1984 befand sich Serebrow wieder im Training für einen Flug zu Saljut 7. Er wurde Kommandant Moskalenko und Bordingenieur Solowjow zugeteilt. Ab September 1985 wurde er wieder Kommandant Titow zugeteilt und trainierte für einen Langzeitaufenthalt an Bord der neuen Raumstation Mir, die am 19. Februar 1986 gestartet wurde.
Titow und Serebrow hätten die zweite Langzeitbesatzung bilden und mit Sojus TM-2 starten sollen, aber Serebrow erkrankte, so dass im Januar 1987 die Mannschaften ausgetauscht wurden. Statt Titow und Serebrow flogen die Ersatzleute Romanenko und Lawejkin. Titow kommandierte darauf die dritte Langzeitbesatzung.

#### Ersatz für TM-5 und TM-7
Ende 1987 nahm Serebrow wieder die Vorbereitungen für einen Einsatz auf der Mir auf. Ab Januar 1988 trainierte er als Ersatzmann für die vierte Langzeitbesatzung für die Mir, zusammen mit Kommandant Wiktorenko. Zur Mannschaft gehörte auch der Franzose Tognini, der Ersatzmann für die sowjetisch-französische Mission Mir-Aragatz.
Während der Vorbereitung auf die Mission wurde Serebrow im März 1988 einem zweiten Flug als Ersatzmann zugeteilt. Bei der sowjetisch-bulgarischen Mission Mir EP-2 war Ersatzmann Andrei Saizew erkrankt, und Serebrow rückte in die dortige Ersatzmannschaft nach, so dass er sich gleichzeitig auf zwei Flüge vorbereiten musste.
Mir EP-2 fand im Juni 1988 mit Sojus TM-5 und Sojus TM-4 statt, und Serebrow kam nicht zum Einsatz. Auch der Start zur vierten Langzeitmission mit Sojus TM-7 fand im November 1988 ohne Serebrow statt.

#### Dritter Flug 1989
Für die fünfte Mir-Langzeitbesatzung rückte Serebrow im Dezember 1988 zusammen mit Wiktorenko in die Hauptmannschaft auf. Der ursprünglich für April 1989 vorgesehene Flug verzögerte sich aber wegen Problemen mit dem Sojus-Raumschiff Sojus TM-8. Die vierte Mannschaft, Wolkow, Krikaljow und Poljakow musste die Raumstation verlassen, weil die Nutzungsdauer ihres Raumschiffes Sojus TM-7 abgelaufen war. Mir blieb mehrere Monate unbemannt.
Der Start von Sojus TM-8 erfolgte dann am 5. September 1989. Zwei Tage später koppelten Wiktorenko und Serebrow an die unbemannte Raumstation an und nahmen sie wieder in Betrieb.
Am 6. Dezember 1989 wurde Mir erweitert, indem das Modul Kwant 2 angekoppelt wurde. Wiktorenko und Serebrow mussten dazu Mir von Hand ausrichten, weil die automatische Steuerung ausgefallen war.
Serebrow führte fünf Weltraumausstiege mit zusammen über 17 Stunden Dauer durch. Beim ersten wurde am 8. Januar 1990 ein Sternensensor an Kwant 2 montiert, beim zweiten am 11. Januar wurden Experimente an der Außenseite von Mir eingeholt.
Der dritte Ausstieg am 26. Januar diente dem Test des neuen Raumanzugs Orlan DMA. Beim vierten Ausstieg am 1. Februar 1990 testete Serebrow den Raketenrucksack SPK. Dabei bewegte er sich bis zu 33 m von der Mir weg, war jedoch durch eine Leine gesichert. Beim fünften Ausstieg am 5. Februar assistierte Serebrow Wiktorenkos Test mit dem SPK.

#### Vierter Flug 1993/94
Ab Februar 1993 befand sich Serebrow wieder in der Vorbereitung auf einen Raumflug, dieses Mal zusammen mit Wassili Ziblijew als 14. Langzeitbesatzung der Mir. Mit zur Mannschaft gehörte der Franzose Jean-Pierre Haigneré, der für die Kurzzeitmission Mir-Altair mit an Bord war.
Der Start mit Sojus TM-17 erfolgte am 1. Juli 1993. Serebrow war damit nach Wladimir Dschanibekow und Gennadi Strekalow erst der dritte Russe mit vier Raumflügen.
Wieder führte Serebrow fünf Weltraumausstiege durch, dieses Mal mit einer Gesamtdauer von über 14 Stunden. Unter anderem errichteten Ziblijew und Serebrow dabei eine neue Gitterstruktur zur Aufnahme von zusätzlichen Experimenten.
Nach der Landung am 14. Januar 1994 hatte Serebrow 372 Tage im All verbracht und war damit auf Platz 7 der Rangliste der erfahrensten Raumfahrer vorgerückt.

### Nach der Raumfahrer-Tätigkeit
Serebrow schied am 10. Mai 1995 aus Altersgründen aus dem Kosmonautenkorps aus. Er wurde Referent für Raumfahrtangelegenheiten beim Berater des russischen Präsidenten, J. Schaposchnikow.

### Privates
Serebrow war verheiratet und Vater eines Kindes. Mütterlicherseits war er polnischer Abstammung und sprach fließend Polnisch.

## Auszeichnungen
Serebrow erhielt verschiedene sowjetische Auszeichnungen, unter anderem den Titel Held der Sowjetunion. Weiterhin erhielt er auch französische und bulgarische Auszeichnungen. Am 8. November 2019 wurde ein Asteroid nach ihm benannt: (365375) Serebrov.